# Barrio Jesús (Zaragoza)
El Barrio de Jesús es un barrio de Zaragoza que se ubica en la margen izquierda del río Ebro dentro del distrito de El Rabal. Es considerado como uno de los barrios más antiguos de la ciudad.

## Convento de Nuestra Señora de Jesús
El barrio tomó su nombre del convento de la Observancia franciscana de Santa María de Jesús, fundado en el año 1447 por Juan Roldán, en una heredad de Pedro Ferriz y María de Añón, el convento fue erigido por Bula del Papa Nicolás V y fue recomendado y sostenido por privilegios del rey Alfonso V el Magnánimo.
El convento se encontraba en la encrucijada de la calle Camino de Valimaña con la de Camino del Vado, frente al Puente de Tablas. La superficie del convento propiamente dicho era de 2.840 m² y la del huerto de 1.967 m².
A raíz de unas obras aparecieron unas lápidas con motivos heráldicos pertenecientes a linajes como el de Ibáñez de Aoíz y otros menos alcurniados que figuraban entre la feligresía de “San Gil, abad”.
Según el censo de Zaragoza, efectuado en 1723, el convento franciscano de Jesús tenía 66 religiosos. Era, por lo tanto, un convento importante que contaba con noviciado y estudios de teología y en el cual se celebraron varios Capítulos Provinciales.

## Galería
|             |
| Casa Solans |

|              |
| La Azucarera |

|                    |
| Estación del Norte |

|                  |
| Puente de Hierro |